# Донецький технікум промислової автоматики
Донецький технікум промислової автоматики — професійно-технічний навчальний заклад I рівня акредитації в місті Донецьку. Заснований 1929 року.

## Підготовка фахівців
Донецький технікум промислової автоматики здійснює прийом студентів на базі 9 і 11 класів. Готує молодших спеціалістів в галузі гірничої справи, економіки підприємства, обліку і аудиту, комп'ютерної та програмної інженерії, автоматизації і комп'ютерних технологій, телекомунікацій за спеціальностями:
- Бухгалтерський облік
- Реклама
- Банківське діло
- Видавництво
- Мережі зв`язку та системи комутації
- Монтаж, обслуговування засобів і систем автоматизації технологічного виробництва
- Обслуговування комп'ютерних та інтелектуальних систем і мереж
- Програмування для електронно-обчислювальної техніки і автоматизованих систем
- Технічне обслуговування та ремонт апаратури зв'язку та оргтехніки

Випускники технікуму можуть вступати за результатами співбесіди до навчальних закладів Донеччини III—IV рівня акредитації, із якими у технікуму укладена угода про співпрацю.

## Деякі випускники
- Захарченко Олександр Володимирович — державний і військовий діяч невизнаної Донецької Народної Республіки.
- Климець Павло Анатолійович — український політик, підприємець.
- Ревва Олександр Володимирович — російський актор кіно, озвучування та дубляжу, продюсер, комік, шоумен, телеведучий, співак.